# カワサキ・KSR
KSR（ケイエスアール）とは、川崎重工業が製造販売するオートバイである。かつてはシリーズとして数車種が生産されていたが、2015年現在日本国内での生産は行われていない。
なお本項では元の車両であったKS（ケーエス）についても記述する。

## モデル一覧

### KS-I / II

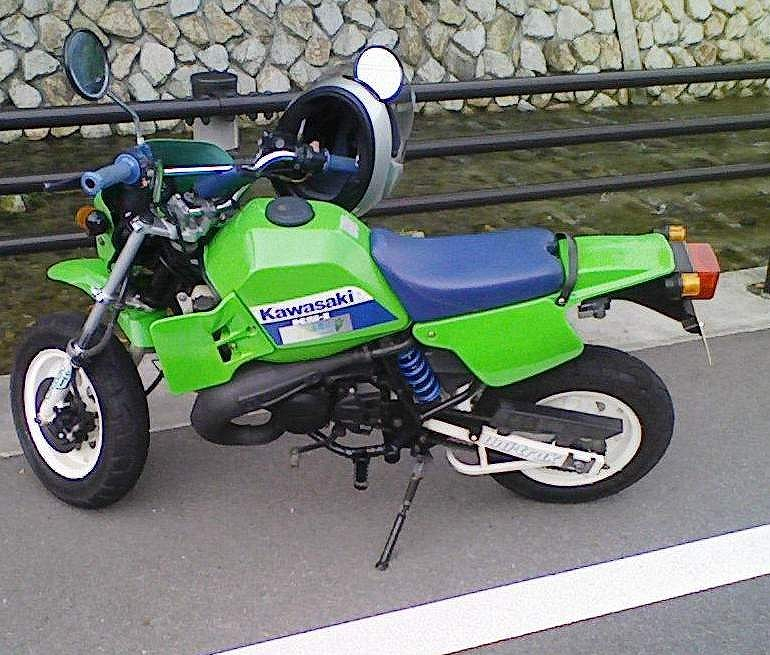
KS-II（左側面）

KS-IとKS-IIは共に1987年発売された。エンジンはARシリーズからの流用で、KS-Iは50cc・KS-IIは80ccを搭載しており、前後に10インチのタイヤを装備したミニサイズの車両で、デュアルパーパスの外見ながらオンロード寄りの走行を重点に置いた、スーパーバイカーズ（当時はモタードという言葉がなかった）仕様のモデルであった。車重、大きさともに原付50ccクラスの車体で、KS-IIは最高速90km程度で俊足イメージが高かった。
しかし当時はライバル車種であるヤマハ・TDRのほうが人気が高かったことから、後にKSRへのモデルチェンジを受けることになった。販売期間も約3年と短命であったためか、現在ではほとんど見ることもなく情報も少ない。

### KSR-I
KSR-Iは1990年に発売された。KSのフルモデルチェンジであり、ヤマハ・TDRに対抗するためか特に足回りを強化しており、前後輪に12インチタイヤとディスクブレーキを装備し、フロントフォークにはこのクラスでは珍しく倒立サスペンションを用いていた。またエンジンも空冷だったものを水冷化させている。
総合的な性能の良さから評価は高く、10年ほど発売され続けたロングセラー車両となったが、環境規制のため2ストロークエンジンの仕様が困難になったために発売は終了した。
なお、今のところこの車両がカワサキにおける国内販売最後の50ccオートバイ（道路交通法における原動機付自転車に該当する車両）となっている。

### KSR-II
KSR-IIも1990年に発売された。車体は基本的にKSR-Iと共通でエンジンの排気量は79cc、一人乗り専用車となっている。
当初は排気量クラスの関係で人気は芳しくなかったが、KSR-Iが先に販売終了となった後も発売され続け、次第にミニモタードの先駆的存在であることや高性能のエンジンが再評価を受け、オートバイとしては珍しく遅れてきた人気車種となったが、排出ガス規制で2ストロークエンジンの使用が困難となったため、2001年に発売終了となった。これにより川崎重工業は、国内4メーカーで初めて（競技車両を除く）日本国内向け市販車の2ストロークエンジンを全廃した。
アップライトなポジションでバンク角が深くホイールベースの短い軽量な車体に瞬発力の高い2ストロークエンジンを搭載しているため、ジムカーナ競技では軽量なライダーが巧みに操ればジムカーナ最強とされるNSR250Rや1000cc級100PS超のハイパワー車を向こうに回して上位に食い込むことができる戦闘力を持っている。

### KSR110

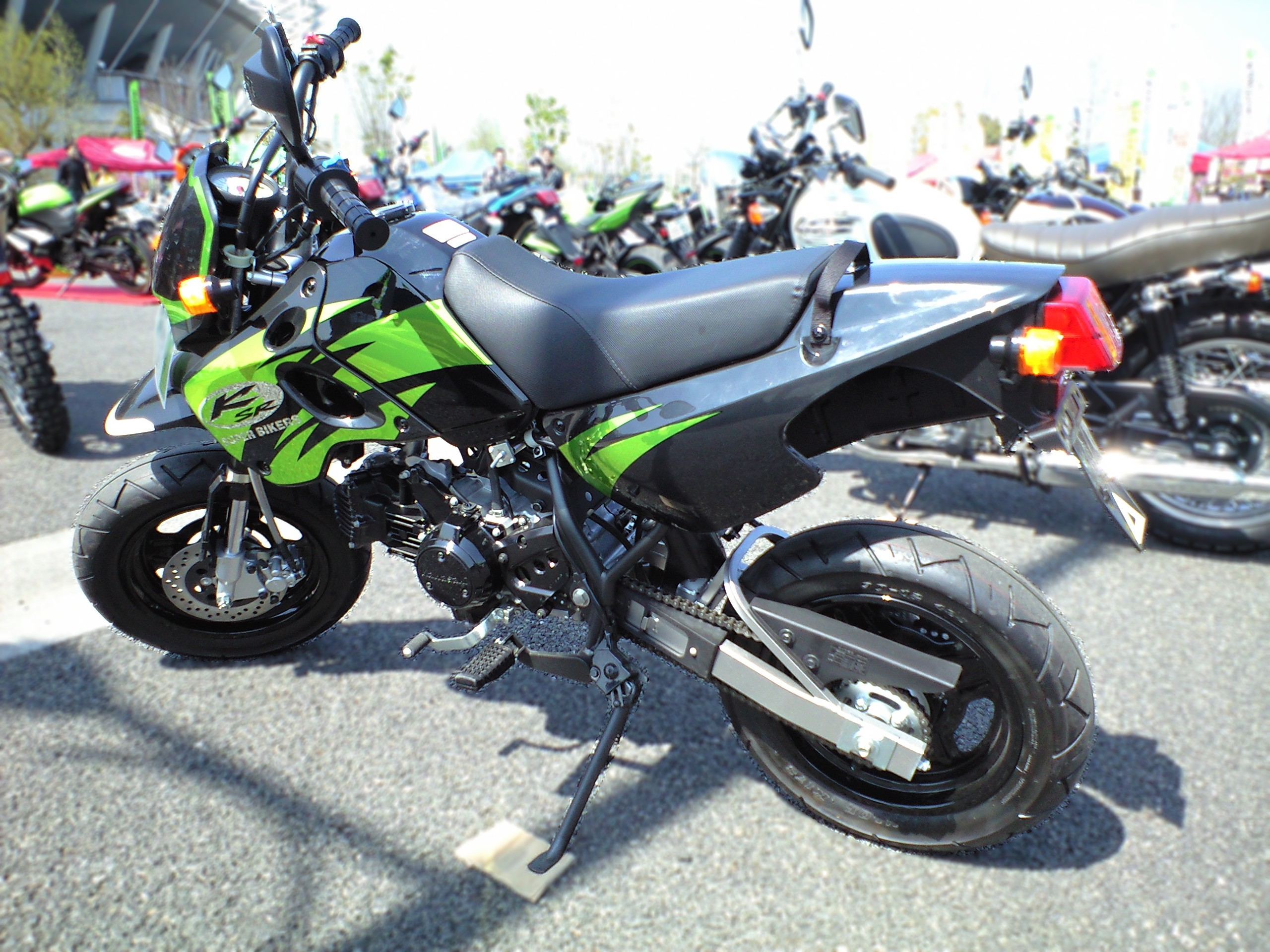
KSR110（日本仕様ファイナルカラー）

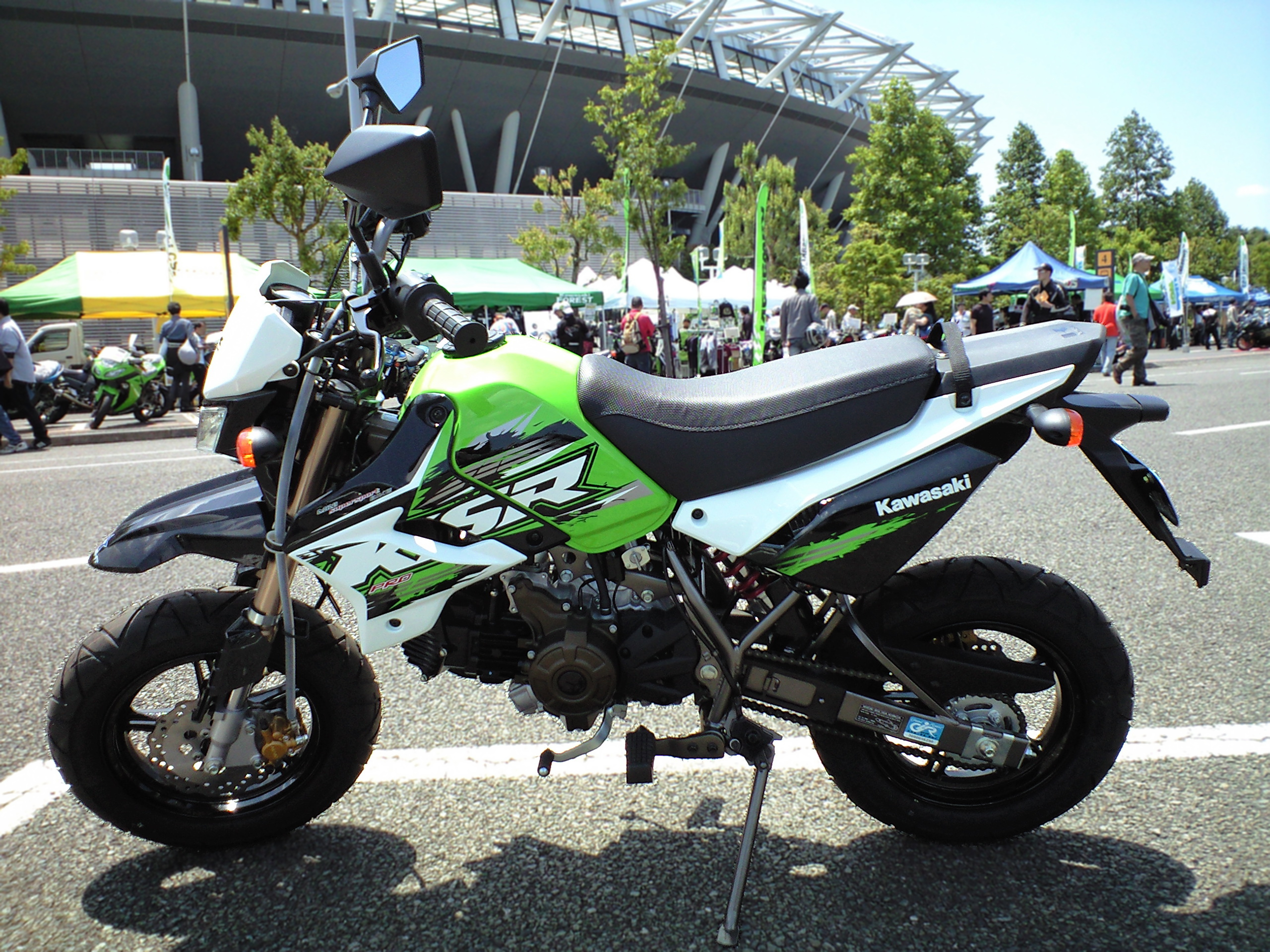
KSR PRO

KSR110は2003年に発売された。KSR-IIの販売終了を受けて発売された車両で、タイの現地法人で生産された車両を日本に輸入し正規販売を行っていた。
車体はフルモデルチェンジせずにほぼ流用しているが、エンジンは競技用車両のKLX110で用いている空冷4ストロークエンジンを流用して搭載している。そのため変速機もKLX110同様の遠心クラッチ式となっており、クラッチレバーを不要にしているのでAT限定免許でも運転が可能になっている。なお遠心クラッチや4ストロークエンジンを装備したことにより走行性能はKSR-IIより低下しているが、遠心クラッチを手動式に変更するキットが流通している。
2008年9月からの日本における自動車排出ガス規制の強化により日本仕様は生産終了が公表され、2009年3月に発売されたファイナルカラー仕様をもって日本での正規販売は終了となった。
だが生産国のタイでは生産が継続。フルモデルチェンジも行なわれ、並行輸入により日本にも数多く流通した。また2014年モデルでは再びハンドクラッチのマニュアルトランスミッションを搭載した KSR PRO も発表された。なお2015年に後継車にあたるZ125が発表されたが、2016年現在も販売は継続されている。